# 丹尼爾·雷蒙德
丹尼爾·雷蒙德（英語：Daniel Redmond；1991年3月2日—）是一位英格蘭足球運動員。在場上的位置是中場。他現在效力於蘇格蘭足球超級聯賽球隊咸美顿学院足球俱乐部。

## 外部連結
- 足球数据库：丹尼爾·雷蒙德的球员统计数据